# James N. Huston

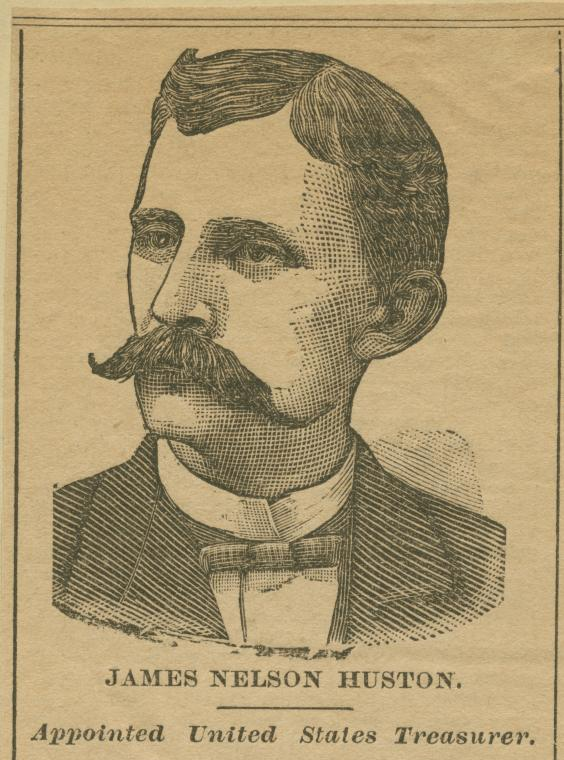
James Nelson Huston

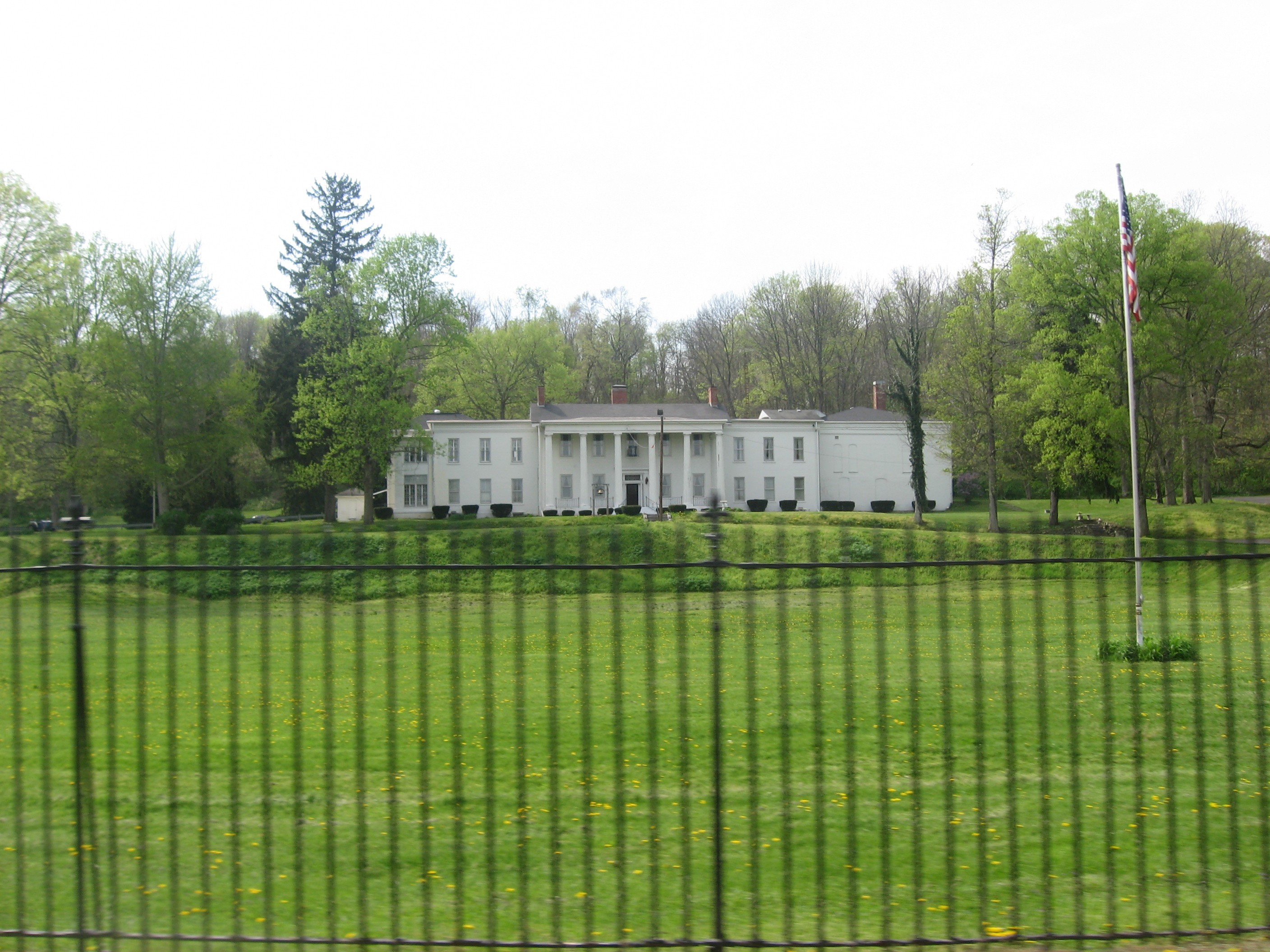
Elmhurst, Haus von Huston in Connersville, Indiana

James Nelson Huston (* 1849 in Greencastle, Pennsylvania; † 1927) war ein US-amerikanischer Bankier, Geschäftsmann und Regierungsbeamter.

## Werdegang
James Nelson Huston, Sohn von Isabella E. Duncan und William Huston (1801–1875), wurde während des Mexikanisch-Amerikanischen Krieges im Franklin County geboren. Seine Familie zog 1851 nach Indiana und ließ sich in Connersville (Fayette County) nieder. 1870 gehörte er dort zu den Mitbegründern der lokalen Bank, besser bekannt als Citizens’ Bank. William Huston verstarb am 5. Januar 1875 und hinterließ seinem Sohn James ein großes Vermögen. James Nelson Huston wurde zu jener Zeit der Eigentümer der Citizens’ Bank. Er ging später einer Reihe von Geschäften nach, darunter Särge, Fräsarbeiten, Silberplattierung, Buggys, Strumpfwaren und Gas.
Huston war auch politisch aktiv. Er trat in die Republikanische Partei ein. 1876 wurde er in den Connersville City Council gewählt und 1878 wiedergewählt.  Er saß 1880 im Repräsentantenhaus und 1882 im Senat von Indiana. Im Senat vertrat er folgende Counties: Fayette County, Rush County und Union County. Bei den Präsidentschaftswahlen von 1884 und 1888 hatte er den Vorsitz  in der Republikanischen Partei von Indiana. Präsident Benjamin Harrison nominierte ihn 1889 für den Posten des Treasurer of the United States und der US-Senat bestätigte seine Nominierung. Er bekleidete dann den Posten vom 11. Mai 1889 bis zum 24. April 1891.
Danach wurde er der Präsident der National Trust Company. Am 3. Januar 1910 wurde Huston mit zwei anderen in Washington, D.C. wegen Postbetruges angeklagt. Er wurde am 14. Dezember 1910 verurteilt.